# フェオホルビドaオキシゲナーゼ
フェオホルビドaオキシゲナーゼ（pheophorbide a oxygenase）は、ポルフィリンとクロロフィルの代謝酵素の一つで、次の化学反応を触媒する酸化還元酵素である。
フェオホルビドa + NADPH + H+ + O2 {\displaystyle \rightleftharpoons } 赤色クロロフィルカタボライト + NADP+
反応式の通り、この酵素の基質はフェオホルビドaとNADPHとH+とO2、生成物は赤色クロロフィルカタボライトとNADP+である。
組織名はpheophorbide-a,NADPH:oxygen oxidoreductase (biladiene-forming)で、別名にpheide a monooxygenase、pheide a oxygenase、PaO、PAOがある。